# Fontána Puits de Grenelle
Fontána Puits de Grenelle (neboli Grenellská studna) je fontána v Paříži v 15. obvodu uprostřed náměstí Place Georges-Mulot, které tvoří křižovatka ulic Rue Valentin Haüy a Rue Bouchut.

## Historie
Kašna byla vybudována v letech 1833-1841 jako první artéská studna v Paříži, aby zásobovala vodou jatka ve čtvrti Grenelle. Její vrtání do hloubky 548 metrů provedl inženýr Louis-Georges Mulot (1792-1872), po kterém je náměstí pojmenováno. Při této činnosti mu pomáhal fyzik François Arago. V současnosti již z fontány voda nevytéká.

## Popis
Fontána má tvar kamenného čtvercového pilíře doplněného sloupy. Voda vytékala z bronzového maskaronu na jižní straně. Na každé ze čtyř stran jsou umístěny kamenné medailóny představující osoby, po kterých byly pojmenovány ulice a náměstí v této části obvodu:
- inženýr Louis-Georges Mulot 1792-1872 (autor Paul Waast)
- zakladatel národní školy pro nevidomé Valentin Haüy 1745-1822 (Hippolyte Lefebvre)
- malířka Maria Rosalia Bonheurová 1822-1899 (Georges Loiseau Bailly)
- lékař Eugène Bouchut 1818-1891 (Firmin Michelet)